# Louise Brough
Althea Louise Brough Clapp (Oklahoma City, 11 marzo 1923 – Vista, 3 febbraio 2014) è stata una tennista statunitense.

## Biografia
Nasce a Oklahoma City ma all'età di quattro anni si trasferisce a Beverly Hills.  
Vinse tredici titoli a Wimbledon, diciassette titoli agli U.S. Championships, tre titoli al Roland Garros e due titoli all'Australian Open.
Con i suoi trentacinque titoli del Grande Slam è insieme a Doris Hart in quinta posizione, dopo solo Margaret Court, Martina Navrátilová, Billie Jean King, e Margaret Osborne duPont.
Brough Clapp partecipò a 21 delle 30 finali giocate a Wimbledon tra il 1946 e il 1955 in singolo, doppio femminile e doppio misto.
Dal 1942 al 1950, Brough Clapp e duPont vinsero nove titoli consecutivi del doppio femminile agli U.S. Championships ed è la più lunga detenzione del titolo della storia in un torneo del Grande Slam.  Brough Clapp e duPont non giocarono in coppia nei tornei del U.S. Championships nel 1951 e 1952 ma nel 1953 tornarono estendendo il loro record di vittorie consecutive fino a 41 prima di perdere contro Hart e Shirley Fry Irvin nella finale per 6–2, 7–9, 9–7.  Il loro risultato come squadra agli U.S. Championships fu di 58 vittorie e 2 sconfitte, vincendo 12 delle 14 edizioni a cui hanno preso parte e perdendo solo 5 set in quei quattordici anni.
Brough Clapp arrivò sei volte in finale del singolare femminile agli U.S. Championships ma vinse solo nel 1947.  Ha avuto un match point, non concretizzato, sul 6-5 nel terzo set della finale del 1948 contro duPont.  Ha avuto altri tre match point nella finale del 1954 contro Hart, il primo sul 5–4 nel terzo set e altri 2 sul 6–5 nello stesso set.
È stata inserita nel International Tennis Hall of Fame nel 1967.

## Finali del Grande Slam

### Vinte (6)
| Anno | Torneo                   | Avversario in finale    | Risultato       |
| 1947 | U.S. Championships       | Margaret Osborne duPont | 8–6, 4–6, 6–1   |
| 1948 | Wimbledon                | Doris Hart              | 6–3, 8–6        |
| 1949 | Wimbledon (2)            | Margaret Osborne duPont | 10–8, 1–6, 10–8 |
| 1950 | Australian Championships | Doris Hart              | 6–4, 3–6, 6–4   |
| 1950 | Wimbledon (3)            | Margaret Osborne duPont | 6–1, 3–6, 6–1   |
| 1955 | Wimbledon (4)            | Beverly Baker Fleitz    | 7–5, 8–6        |

### Perse (8)
| Anno | Torneo             | Avversario in finale     | Risultato       |
| 1942 | U.S. Championships | Pauline Betz Addie       | 4–6, 6–1, 6–4   |
| 1943 | U.S. Championships | Pauline Betz Addie       | 6–3, 5–7, 6–3   |
| 1946 | Wimbledon          | Pauline Betz Addie       | 6–2, 6–4        |
| 1948 | U.S. Championships | Margaret Osborne duPont  | 4–6, 6–4, 15–13 |
| 1952 | Wimbledon          | Maureen Connolly Brinker | 6–4, 6–3        |
| 1954 | Wimbledon          | Maureen Connolly Brinker | 6–2, 7–5        |
| 1954 | U.S. Championships | Doris Hart               | 6–8, 6–1, 8–6   |
| 1957 | U.S. Championships | Althea Gibson            | 6–3, 6–2        |

## Risultati nei tornei del Grande Slam

### Singolo
| Tornei                   | 1939  | 1940  | 1941  | 1942  | 1943  | 1944  | 1945  | 19461 | 19471 | 1948  | 1949  | 1950  | 1951  | 1952  | 1953  | 1954  | 1955  | 1956  | 1957  | 1958  | 1959  | Career SR | Career Win-Loss |
| ------------------------ | ----- | ----- | ----- | ----- | ----- | ----- | ----- | ----- | ----- | ----- | ----- | ----- | ----- | ----- | ----- | ----- | ----- | ----- | ----- | ----- | ----- | --------- | --------------- |
| Australian Championships | A     | A     | NH    | NH    | NH    | NH    | NH    | A     | A     | A     | A     | V     | A     | A     | A     | A     | A     | A     | A     | A     | A     | 1 / 1     | 5–0             |
| French Championships     | A     | NH    | R     | R     | R     | R     | A     | SF    | SF    | A     | 3T    | SF    | A     | A     | A     | A     | A     | A     | A     | A     | A     | 0 / 4     | 10–4            |
| Wimbledon                | A     | NH    | NH    | NH    | NH    | NH    | NH    | F     | SF    | V     | V     | V     | SF    | F     | A     | F     | V     | SF    | QF    | A     | A     | 4 / 11    | 56–7            |
| U.S. Championships       | 1T    | 1T    | 2T    | F     | F     | SF    | SF    | QF    | V     | F     | SF    | 3T    | A     | SF    | SF    | F     | 3T    | QF    | F     | QF    | QF    | 1 / 20    | 60–19           |
| SR                       | 0 / 1 | 0 / 1 | 0 / 1 | 0 / 1 | 0 / 1 | 0 / 1 | 0 / 1 | 0 / 3 | 1 / 3 | 1 / 2 | 1 / 3 | 2 / 4 | 0 / 1 | 0 / 2 | 0 / 1 | 0 / 2 | 1 / 2 | 0 / 2 | 0 / 2 | 0 / 1 | 0 / 1 | 6 / 36    | 131–30          |

NH = torneo non giocato.

R = torneo riservato ai cittadini francesi, giocato durante l'occupazione tedesca.

A = non ha partecipato al torneo.

SR = rapporto dei tornei vinti su quelli giocati.

1Nel 1946 e 1947, il Roland Garros venne giocato dopo Wimbledon.

### Doppio femminile
| Tournament               | 1939  | 1940  | 1941  | 1942  | 1943  | 1944  | 1945  | 19461 | 19471 | 1948  | 1949  | 1950  | 1951  | 1952  | 1953  | 1954  | 1955  | 1956  | 1957  | 1958  | 1959  | Career SR |
| ------------------------ | ----- | ----- | ----- | ----- | ----- | ----- | ----- | ----- | ----- | ----- | ----- | ----- | ----- | ----- | ----- | ----- | ----- | ----- | ----- | ----- | ----- | --------- |
| Australian Championships | A     | A     | A     | NH    | NH    | NH    | NH    | NH    | A     | A     | A     | V     | A     | A     | A     | A     | A     | A     | A     | A     | A     | 1 / 1     |
| French Championships     | A     | NH    | R     | R     | R     | R     | A     | V     | V     | A     | V     | F     | A     | A     | A     | A     | A     | A     | A     | A     | A     | 3 / 4     |
| Wimbledon                | A     | NH    | NH    | NH    | NH    | NH    | NH    | V     | F     | V     | V     | V     | F     | F     | A     | V     | A     | SF    | A     | A     | A     | 5 / 9     |
| U.S. Championships       | A     | 2T    | QF    | V     | V     | V     | V     | V     | V     | V     | V     | V     | A     | F     | F     | F     | V     | V     | V     | A     | QF    | 12 / 18   |
| SR                       | 0 / 0 | 0 / 1 | 0 / 1 | 1 / 1 | 1 / 1 | 1 / 1 | 1 / 1 | 3 / 3 | 2 / 3 | 2 / 2 | 3 / 3 | 3 / 4 | 0 / 1 | 0 / 2 | 0 / 1 | 1 / 2 | 1 / 1 | 1 / 2 | 1 / 1 | 0 / 0 | 0 / 1 | 21 / 32   |

NH = torneo non giocato.

R = torneo riservato ai cittadini francesi, giocato durante l'occupazione tedesca.

A = non ha partecipato al torneo.

SR = rapporto dei tornei vinti su quelli giocati.

1Nel 1946 e 1947, il Roland Garros venne giocato dopo Wimbledon.